# شيلب يانغامبي
شيلب يانغامبي (الاسم العلمي:Schilbe yangambianus) (بالإنجليزية: Yangambi butterbarbel)‏ هو نوع من الأسماك يتبع جنس الشيلب من فصيلة الشيلبيات.